# Karancslapujtő
Karancslapujtő är en ort i Ungern.   Den ligger i provinsen Nógrád, i den norra delen av landet, 90 km nordost om huvudstaden Budapest. Karancslapujtő ligger 199 meter över havet och antalet invånare är 2 845.
Terrängen runt Karancslapujtő är platt västerut, men österut är den kuperad. Karancslapujtő ligger nere i en dal. Runt Karancslapujtő är det ganska tätbefolkat, med 134 invånare per kvadratkilometer. Närmaste större samhälle är Salgótarján, 7,7 km sydost om Karancslapujtő. I omgivningarna runt Karancslapujtő växer i huvudsak lövfällande lövskog.